# Завальська Анна Олександрівна
Анна Олександрівна Завальська (16 червня 1982, Київ) — українська співачка, авторка пісень, ведуча і телеведуча (проект M1cipe, танцювальне шоу «Майдан'S»). Екс-солістка поп-дуету «Алібі».

## Біографія
Анна Завальська народилася 16 червня 1982 року у сім'ї педагогів: музиканта Олександра Завальського та філологині Альбіни Завальської. З раннього дитинства Анна разом із молодшою сестрою Ангеліною (Аліною) із зацікавленістю займались музикою, вокалом. З 5 років сестри виконують сольні партії у складі фольклорного колективу «Струмочок» (лауреата 17-ти міжнародних фестивалів), відвідують більш ніж 15 країн із гастролями. На естраді дівчата дебютують в 7-9 років у дитячому музичному телеконкурсі «Фант-Лотто Надія» у дуеті під назвою «Алга». Далі буде музичний телевізійний конкурс «Зірки, на сцену!» на Першому Національному каналі (з 1996 року сестри Завальські стають його ведучими). Тоді і з'являється дует «Візаві», и дівчата починають експериментувати у написанні власних пісень, де Аліна — авторка музики, Аня — текстів. Готується матеріал для дебютного альбому. З даного творчого етапу і починається їх професійна естрадна кар'єра. Окрім усього Аня і Аліна протягом трьох років працюють на радіо «Z» з авторськими програмами «Z Relax» та «Hip-Hop non-stop».
«Перша спільна з сестрою творча проба дала нам зрозуміти, що ми на своєму шляху. Так сталося, що наші здібності у створення музики і текстів органічно переплітались, і ми з азартом почали експериментувати у написанні пісень, які отримували схвальні відгуки не тільки від наших близьких, але й від старших та успішних колег. Наприклад, пісню „Зустріч прийде“ відзначила Ірина Білик. Це було найціннішим заохоченням»
У 1997 сестри закінчили з відзнакою київську 32-ю музичну школу по класу скрипки. У 1998 утворився дівочий квартет «Капучіно», провідними солістками якого стали. За час існування проекту записано два альбоми («Капли дождя» і «Девушка с востока») та знято чотири кліпи («Капуччино», «Милый мальчик», «Новая сказка», «Не смотри на меня»). У 2002 з відзнакою закінчують Київський державний коледж естрадного та циркового мистецтв (Факультет естрадного вокалу). У 2005 з відзнакою закінчують Державну академію керівних кадрів культури і мистецтв (Факультет режисури). У 2007 році Анна випустила дебютну книгу: концептуальний артбук з віршами «Долгое прощание». На початку 2010-го року 12-й міжнародний фестиваль «Світ книги» у Харкові вручив Анні Завальській диплом Гран-Прі за її дебютну книгу «Долгое прощание» в номінації «Вибір читача». У рамках фестивалю Анна представила свою сольну лірико-музичну програму, виконавши кілька пісень і блок поезій.

### В гурті Алібі
Алібі — український музичний дует, який 6 квітня 2001 сформували сестри Анна та Ангеліна Завальські. Продюсуванням нового проєкту незмінно займався батько дівчат, професійний музикант — Завальский Олександр Андрійович. Дует стрімко розвивався, завоювавши нішу першої R'N'B групи в Україні, співпрацюючи з саунд-продюсером Дмитром Клімашенком, а потім з Михайлом Некрасовим, який створював з Анною і Ангеліною їхні найкращі пісні та альбоми. За час існування «Алібі» співпрацювали з відомими режисерами України та країн СНД (Федір Бондарчук, Алан Бадоєв, Семен Горов, Максим Паперник, Віктор Придувалов) і випустили п'ять альбомів («Да или нет» — 2003, «С чистого листа» — 2004, «Отражение души» — 2006, «Мелодия дождя» — 2007, «ALIBI. THE BEST» — 2010). Альбом «Отражение души» з 2006 року офіційно отримав статус «золотого». Було випущено тиражем і продано понад 50.000 примірників диску по всій країні. На цьому етапі дует «Алібі» продовжує шукати в собі нові творчі грані. У роботі над свіжим матеріалом і в процесі запису майбутнього альбому, який проект готує до свого 10-річчя, дівчата вдало співпрацюють з молодими і талановитими композиторами і аранжувальниками Дмитром Банновим і Дмитром Саратським. Спільно з Дмитром Банновим «Алібі» написали пісні «Оригами» і «Без лишних слов», які відразу стали хітами. Обидві пісні мали великий успіх і в контексті відеоробіт (кліпи «Оригами» реж. А.Філатовіч, «Без лишних слов» С.Ткаченко). Музичні критики зазначають, що в творчості «Алібі» з'явилися нові фарби, вони не перестають дивувати і рухатися вперед.
Дует «Алібі» протягом свого творчого шляху завжди активно брав участь у благодійних акціях і важливих соціальних проєктах, таких як: «Anti-Aids Fashion» і «Добра воля» від фонду Олени Пінчук, фотопроєкт В. Марущенко «Діти Сонця„(діти з синдромом Дауна), проект “Жити краще з Мрією„ (боротьба з лейкемією), акція “Avon проти раку грудей„, проєкт “Вогонь сердець» всесвітньої організації UNICEF, присвячений захисту прав дитини.
За 10 років роботи «Алібі» були постійними гостями та лауреатами найяскравіших вітчизняних телепроєктів, музичних фестивалів та конкурсів: «Пісня Року» і «Золота Шарманка», «Таврійські ігри», конкурс «Дві зірки» (телеканал «Інтер»), конкурс краси «Miss Universe», музичні TRIBUTE під егідою Gala Radio і Павла Шилько, масштабні екстремальні телепроєкти «Ігри патріотів» і «Володар гори», телемюзикли «Червона шапочка» (реж. С.Горов) і «Козаки» (реж. І. Іванов).
У 2012 році «Алібі» бере творчий тайм-аут, а учасниці дуету оголошують про запуск своїх сольних проєктів.

### Сольна кар'єра
У березні 2012 року Анна Завальська заявила про себе як про сольну виконавицю. Анна, як і раніше, сама займається написанням текстів спільно з композитором і аранжувальником Дмитром Саратським. Перший сингл «Її серце» стає саундтреком в однойменному повнометражному фільмі (реж. Оксана Тараненко), а пісня «Город» також з'являється як заголовна в дебютному артхаусному фільмі відомого режисера і кліпмейкера Євгена Тимохіна «Дневник моего Я». У квітні 2014 Анна запускає свій кіноблог [Архівовано 31 березня 2016 у Wayback Machine.], в якому ділиться з глядачами авторськими відео-рецензіями, оглядами, рекомендаціями і думками про фільми, які варто подивитися.

### Концертна програма «Третя кімната»
Наприкінці квітня 2014 відбулася прем'єра сольної концертної програми Анни «Третя кімната». Це театралізоване шоу, основою якого став музичний матеріал, написаний з моменту старту сольної кар'єри співачки. А відомий джазовий колектив Джанкой Brothers надав програмі особливе звучання. У шоу задіяний сильний танцювально-акторський склад (балет Руслана Махова, актор театру «Чорний квадрат» В'ячеслав Ніконоров), талановита команда ArtDivision працювала над художнім і стилістичним оформленням шоу. А завдяки міцній режисурі Іллі Мощіцкого (м. Санкт-Петербург), кожна пісня стала міні-спектаклем і отримала яскраву сценічну інтерпретацію.
Сама співачка зізнається, що надихнула її на цю програму любов до кінематографа. Особливою частиною шоу є персонаж-провідник, що нагадує героя Таємничої людини Девіда Лінча. А відкривається концерт цитатою з його знаменитого фільму «Малхолланд драйв» (епізод в «Театрі тиші»).
Також в рамках одного концерту прозвучали абсолютно несподівані кавер-версії на культові саундтреки, вже відомі хіти Анни, такі як: «Артхаусное кино», «Виниловые сердца», «Без драми», «Отголоски лета», «Город» і нові пісні (відбулася прем'єра пісні «Алмазная пыль»). Весь цей матеріал і складе основу майбутнього сольного альбому Анни Завальської.
«Третя кімната» — це унікальний проект, який об'єднав в собі атмосферу повноцінного концерту з кіно-алюзіями і театральною драматургією.

### Особисте життя
У березні 2015 року стало відомо, що Анна Завальська таємно одружилася з композитором і музикантом Дмитром Саратським. 11 грудня 2016 народила сина.

## Дискографія
| Рік  | Пісня                      |
| ---- | -------------------------- |
| 2011 | «Её сердце»                |
| 2012 | «Город»                    |
| 2012 | «Виниловые сердца»         |
| 2012 | «No comments»              |
| 2013 | «Без драмы»                |
| 2013 | «Отголоски лета»           |
| 2013 | «Арт-хаусное кино»         |
| 2014 | «Алмазная пыль»            |
| 2014 | «Преступление и наказание» |

## Відеографія
| Рік  | Кліп               | Режисер                      |
| ---- | ------------------ | ---------------------------- |
| 2012 | «Город»            | Євген Тимохін                |
| 2013 | «Виниловые сердца» | Анна Завальська/Марія Маслій |
| 2013 | «Отголоски лета»   | Філ Лі                       |

## Цікаві факти
- Анна Завальська вже кілька сезонів грає у складі команди зірок українського шоу-бізнесу української ліги легендарної гри «Що? Де? Коли?»;[13]
- Була колумністкою в глянцевому журналі Story, де вела авторську рубрику «КіноГід»;
- Має диплом школи знаменитого фотографа Віктора Марущенко;
- У 2012 році номінувалася на всеукраїнську премію YUNA у номінації «Відкриття року»;[14]
- Колекціонує арт-альбоми з роботами культових фото-художників і сірникові коробки (хобі — філуменія);
- 2016 року взяла участь у зйомці для благодійного календаря «Щирі. Спадщина», присвяченого українському народному костюму та його популяризації. Проєкт було реалізовано зусиллями ТЦ «Домосфера» та комунікаційної агенції Gres Todorchuk. Усі кошти від реалізації календаря було направлено на допомогу українським музеям, зокрема Музею народної творчості Михайла Струтинського та Новоайдарському краєзнавчому музею[15][16].